# Downwinder

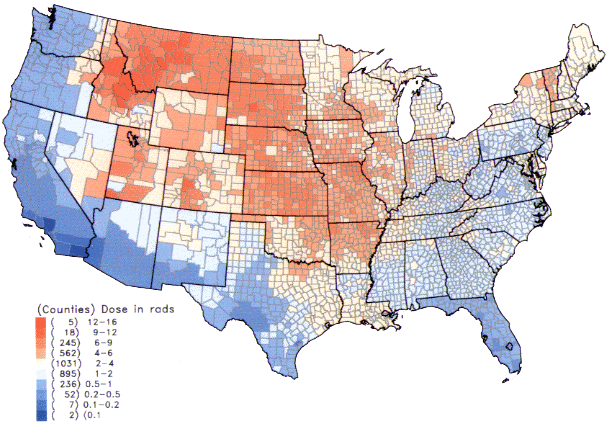
Fallout-Exposition durch die Nevada National Security Site

Als Downwinder (abgeleitet vom englischen downwind ‚windwärts‘) werden Menschen und Gemeinschaften in den Vereinigten Staaten bezeichnet, die im Gebiet zwischen der Kaskadenkette und den Rocky Mountains, hauptsächlich in Arizona, Nevada, New Mexico und Utah, aber auch in Oregon, Washington und Idaho, radioaktiver Kontamination oder nuklearem Niederschlag durch atmosphärische oder unterirdische Kernwaffentests und -unfälle ausgesetzt waren.
In den 1960er Jahren zündeten die USA mehr als 1.000 Atombomben zu Testzwecken, den Großteil davon in der Wüste Nevadas.
Auf sogenannten „Bomb Parties“ feierten Menschen, in Unkenntnis der Gefahren, die Atomtests, fuhren in die Wüste oder auf umliegende Anhöhen oder Berge. Über den Wind wurde der radioaktive Staub bis zu 1.000 km entfernt in dünn besiedelte Gebiete getragen und sorgte dort für eine dauerhaft stark erhöhte Strahlenbelastung, vor der die lokale Bevölkerung nicht gewarnt wurde.
Die Gebiete wurden bei den Tests verstrahlt; es folgte ein Anstieg der Krebsraten in den betroffenen Gebieten, wobei der Zusammenhang mit den Atombombenversuchen zunächst bestritten wurde. Zu den prominenten Opfern werden heute auch Schauspieler wie Agnes Moorehead, Susan Hayward und John Wayne gezählt, die 1954 an den Dreharbeiten zum Film Der Eroberer im Snow Canyon beteiligt waren.
Die Health Resources and Services Administration des Ministeriums für Gesundheitspflege und Soziale Dienste der Vereinigten Staaten gibt speziell Hinweise für Downwinder heraus.
Die Regierung definiert folgende Menschen als mögliche Betroffene:  
Jemand, der sich wenigstens zwei Jahre (24 Monate in Folge oder kumuliert) in einer Downwinder Area aufgehalten hat, beginnend vom 21. Januar 1951 bis zum 31. Oktober 1958, sowie jemand, der an irgendeinem Ort in einer Downwinder Area war, und dabei durchgängig vom 30. Juni 1962 bis 31. Juli 1962 anwesend war.
Der Kongress beschloss am 10. Juli 2000 den Radiation Exposure Compensation Act (RECA), der Entschädigungen in Folge der Tests regelt.